# شمشیربازی در المپیک تابستانی ۱۹۲۸
شمشیربازی در بازی‌های المپیک تابستانی ۱۹۲۸ نام رویداد ورزش شمشیربازی در بازی‌های المپیک تابستانی بود که در سال ۱۹۲۸ برگزار شد.

## جدول مدال‌ها
| رتبه | کشور                      | طلا | نقره | برنز | مجموع |
| ۱    | فرانسه (FRA)              | ۲   | ۳    | ۰    | ۵     |
| ۲    | ایتالیا (ITA)             | ۲   | ۱    | ۲    | ۵     |
| ۳    | مجارستان (HUN)            | ۲   | ۱    | ۰    | ۳     |
| ۴    | آلمان (GER)               | ۱   | ۱    | ۱    | ۳     |
| ۵    | بریتانیای کبیر (GBR)      | ۰   | ۱    | ۰    | ۱     |
| ۶    | آرژانتین (ARG)            | ۰   | ۰    | ۱    | ۱     |
| ۶    | لهستان (POL)              | ۰   | ۰    | ۱    | ۱     |
| ۶    | پرتغال (POR)              | ۰   | ۰    | ۱    | ۱     |
| ۶    | ایالات متحده آمریکا (USA) | ۰   | ۰    | ۱    | ۱     |

## کشورهای شرکت کننده
- آرژانتین (۹)
- اتریش (۶)
- بلژیک (۲۱)
- بلغارستان (۲)
- شیلی (۶)
- چکسلواکی (۷)
- دانمارک (۱۰)
- مصر (۸)
- فنلاند (۲)
- فرانسه (۲۰)
- آلمان (۱۳)
- بریتانیای کبیر (۱۹)
- یونان (۵)
- مجارستان (۱۷)
- ایتالیا (۱۸)
- مکزیک (۲)
- هلند (۲۰)
- نروژ (۵)
- لهستان (۶)
- پرتغال (۷)
- رومانی (۸)
- اسپانیا (۹)
- سوئد (۸)
- سوئیس (۹)
- ترکیه (۴)
- ایالات متحده آمریکا (۱۶)
- یوگسلاوی (۲)